# Canal de la Robine
El canal de la Robine es un antiguo paso del río Aude situado en Narbona, en el departamento de Aude. Se trata de una rama lateral del canal de Midi, del que depende administrativamente. Permite conectar el río Aude con el mar Mediterráneo pasando por Narbona. Otro canal, el canal de Jonction, conecta el canal de Midi al río Aude.
El canal de la Robine está dentro de la clasificación de patrimonio mundial de la Unesco, igual que el canal de Midi con el que conecta.

## Curso
El canal tiene una longitud de 32 km y comienza en su punto más alto en el borde del río Aude y se dirige hacia Narbona. Su punto de partida es el Puerto la Robine, una importante reserva de agua en el corazón de los viñedos de Minervois. El canal pasa por debajo del puente de los Mercaderes en Narbona, que es un ejemplo de los raros puentes cubiertos de Francia. Posteriormente se une a los estanques de Bages y de Sigean pasando al lado de la reserva natural de la Isla Sainte-Lucie. Finaliza su curso en el mar Mediterráneo por Port-la-Nouvelle. Durante el curso del canal se pueden encontrar trece esclusas.

## Historia
El canal discurre  por el antiguo cauce del río Aude que los romanos ya recorrían en barco. El éxito comercial del canal de Midi en el siglo XVII fue tan importante que se decidió construir el canal en 1754 para conectar Narbona con aquella vía fluvial y económica. Fue puesto en servicio por Vauban. En sus comienzos, el canal permitía alcanzar el mar desde el río Aude en un lugar llamado Gailhousty. El resto del camino entre el río Aude y el canal de Midi se fue construyendo con el tiempo. En 1776 se construye el canal de Jonction para conectar con el canal de Midi a su paso por Sallèles-d'Aude.

## Galería de imágenes

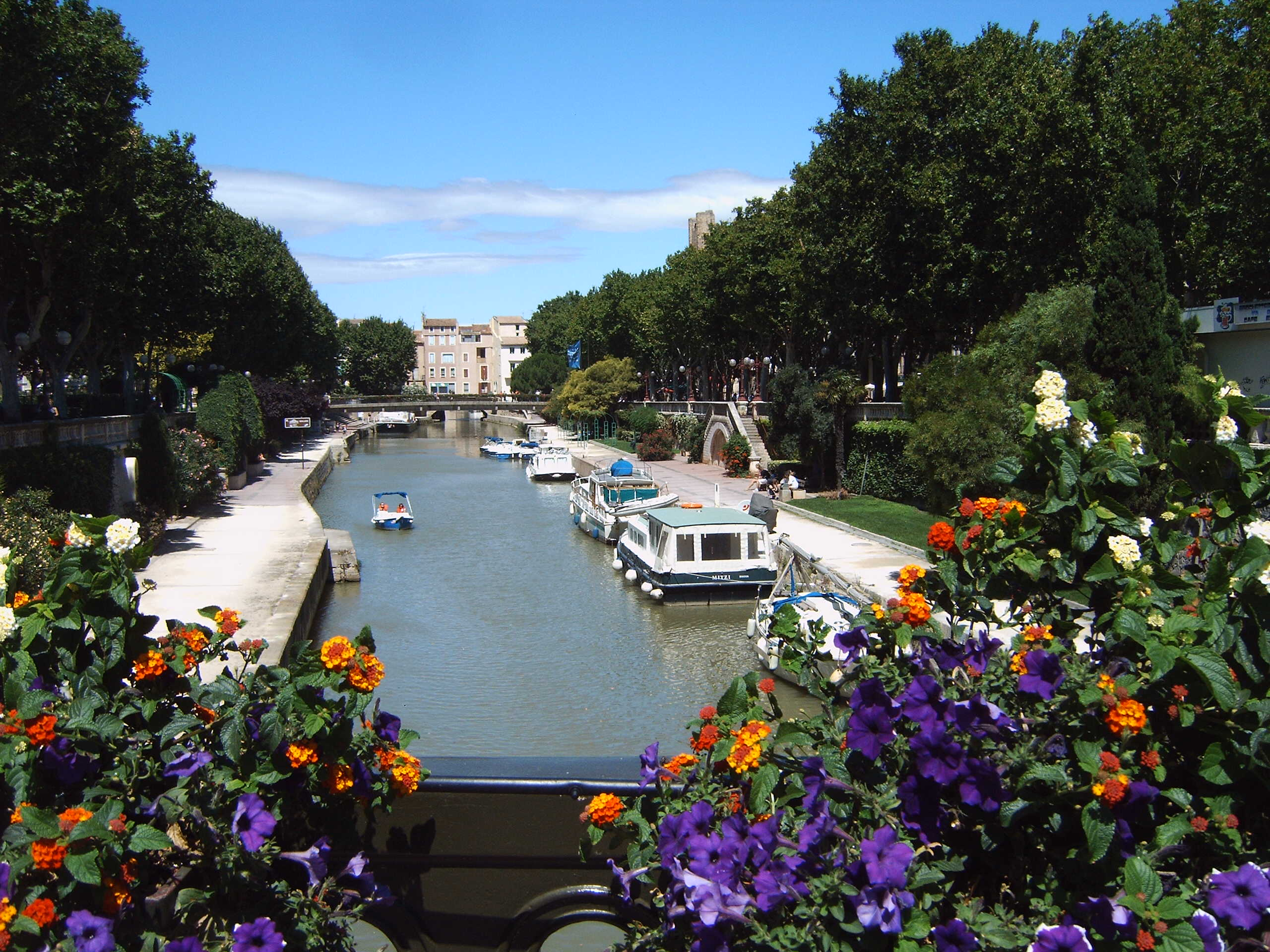
El canal en el Boulevard Gambetta de Narbona
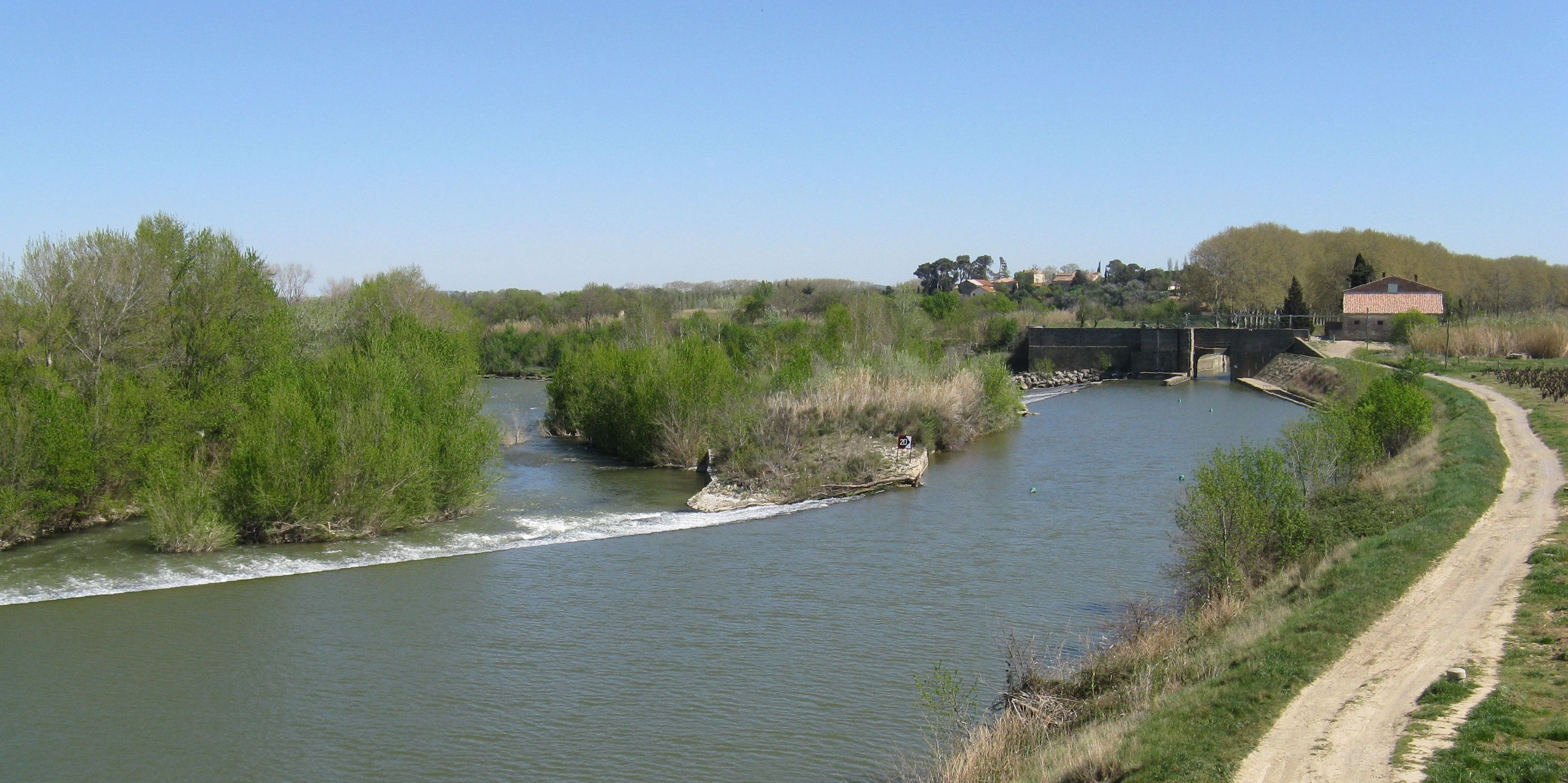
El canal cuando se conecta al río Aude. El canal tiene una pared de protección contra inundaciones del Aude con una esclusa (esclusa Moussoulens).
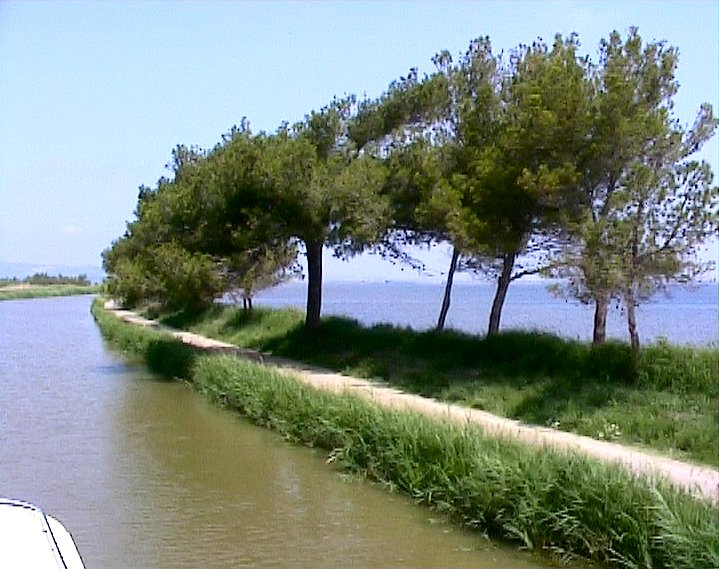
El canal entre lagunas justo antes de la conexión con el mar Mediterráneo en Port-la-Nouvelle
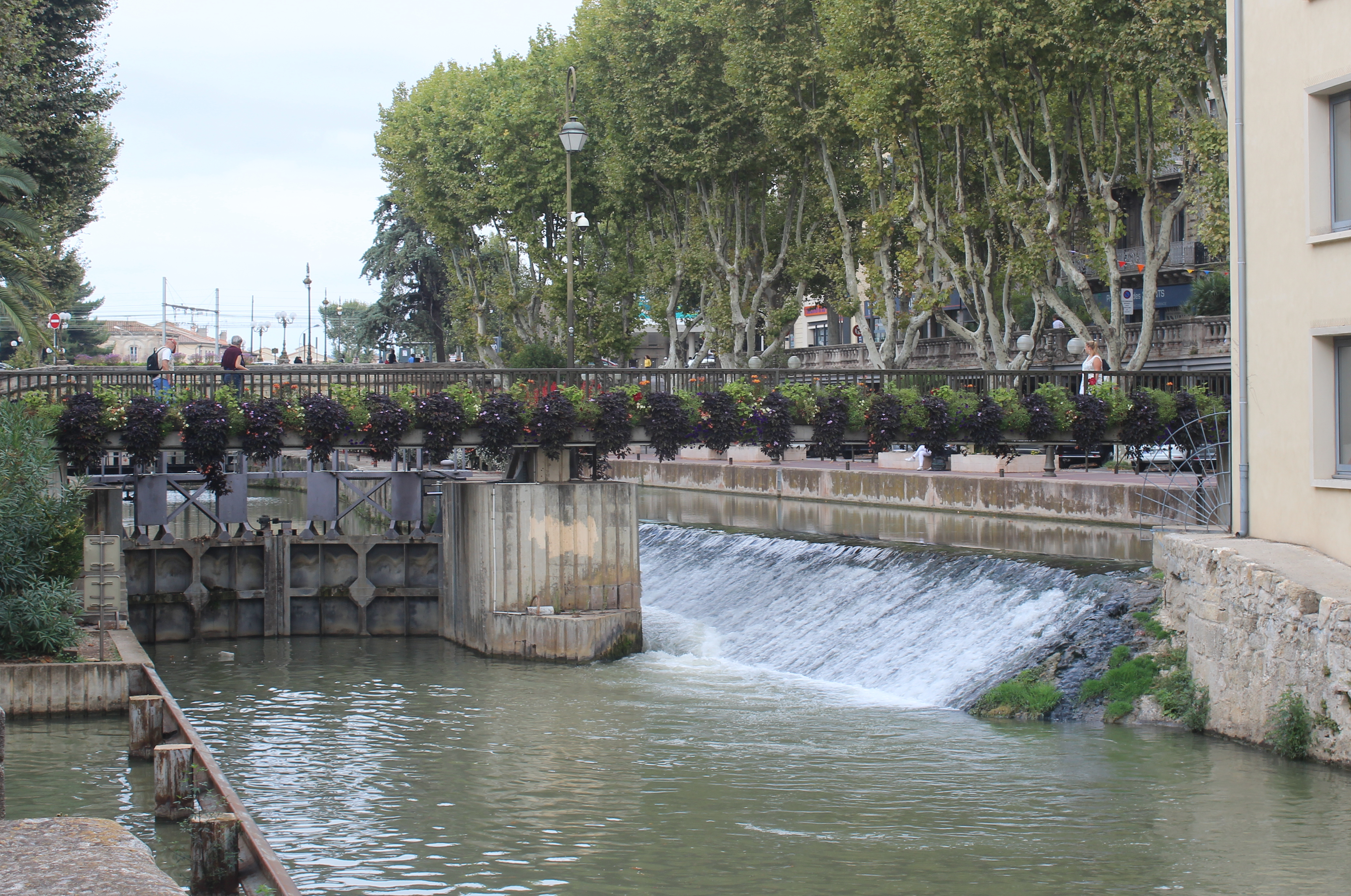
Cerraduras y vertedero en Narbonne